# 小杉十郎太
小杉 十郎太（こすぎ じゅうろうた、1957年12月19日 - ）は、日本の男性声優、ナレーター、歌手。神奈川県横浜市南区蒔田町出身。大沢事務所所属。

## 経歴

### 生い立ち
子供の頃は、後ろは山で田舎という感じで山の中で遊んでいたという。
子供の頃、父親や親戚が医者であり、「僕も大きくなったら医者になるんだ」と何となく思っていたが、高校生の時に洋画『太陽がいっぱい』を見て「声優も面白そうだな」と興味を持ち始める。日本大学芸術学部では放送学科アナウンスコースを専攻し、確固たる信念があったわけではないが、大学を卒業する頃にテレビやラジオのアナウンサー試験を受けたものの、すべて不合格となる。卒業後、松竹で4年間サラリーマン生活を送る。当時は『男はつらいよ』シリーズの営業や各種の業務を担当していた。ある時、飲み屋の仲間にCM製作ディレクターがおり、タカラの『NEW人生ゲーム』のCMナレーションの仕事に誘われ、学生時代の経験を生かしてその仕事を受けたことが声優を始めるきっかけとなった。

### キャリア
そのディレクターが東京俳優生活協同組合のマネージャーであった大沢和男の知り合いで、丁度独立し大沢事務所を立ち上げる時期だったために紹介され所属することとなった。当初ナレーションの仕事を中心に活動していたが、事務所から『機動戦士Ζガンダム』のオーディションを受けるよう言われて合格し、ヘンケン艦長役でデビューする。
1年程度は松竹と大沢事務所両方で仕事をしていた。そのため、会社には「営業に行く」と偽って、ナレーション録りを行っていた。後に大沢に「会社員と声優どちらかの仕事一本にした方がいい」と言われ、松竹を退社する。

## 人物・エピソード
小学校時代から出席簿が13番目のことが多く、朝礼で並んでも13番目で、中学時代のサッカー部のユニフォームは13番で、業界では「十さん（じゅっさん）」と呼ばれるという。
弟がいる。

### 特色
独特な響きのある声で、大人のキャラクター、卑劣な悪役、ずっこけた三枚目役までこなす。
演じる上でのモットーはキャラクターと対峙した時に「自分の引き出しから持ち出せる部分はなんだろう」と考えること。
会社勤めと並行して、ナレーションの仕事をしていたことが上司に発覚したころ、現所属事務所の社長からどちらかの仕事一本にした方がいいとした上で、「お前はサラリーマンをやったほうがいい思う」と忠告された。結局、声優の道を選び、会社を辞職したことを伝えると「えー!? 俺知らねえからな」と呆れられたという。本人は今でもこの言葉を忘れられないと語っている。
当初は、ナレーション1本でやっていくつもりだったので、たびたび入ってくるアニメのオーディションは断り続けたが、事務所側から「モノは試しということでオーディションくらい受けてくださいよ」と言われ、「どうせ落ちるから」とダメ元で受けて合格してしまったのが、『Ζガンダム』のヘンケン役であった。辞退しようとしたが認められず、仕方なく大先輩のやることを見よう見まねで演技していった結果、他のアニメや吹き替えの仕事が入るようになったと語っている。1週間のうちで収録後に開放感を覚え、収録日が近づくにつれて憂鬱になったと語っており、「日曜日の夜（収録は月曜日の午前10時）は胃が痛くて眠れないくらいだった」という。『Ｚガンダム』ではナレーションも兼任し、初回の収録の後、池田秀一からは「これから病気にならない？　今ならまだ変われるから」と言われたが、後に池田は自著にて「ひどいことを言った」と懐古しつつも、「『ガンダム』の作品の魅力を、跡を継いだ者たちが受け取るには、それ相応の覚悟が必要」として、「小杉くんもそれらを重々理解し、ガンダムに関わった全ての人の期待に答えようと努力してくれました」と語っている。
吹き替えではデヴィッド・ドゥカヴニーやビリー・ブランクスをはじめ、ルーク・ペリー、トニー・レオン（梁朝偉）、グレッグ・ジャーマン、マット・ディロンなどを担当している。過去にはダニエル・クレイグやアンディ・ラウなども数多く担当していた。

### 出演作について
ディズニー映画『ターザン』のターザン役を担当する予定だったが、オーディションでターザン役に決まったのは金城武だった。テレビ東京のプロデューサーによると、その悔しさが抜けない所にテレビ東京から金城の吹き替えや関連番組のナレーションのオファーが相次いだことから、現場入りした際に苦笑しながら金城との因縁話を話していたという。なお、小杉はその後の続編などで金城に代わりターザンを担当している。
『007シリーズ』のダニエル・クレイグ演じるジェームズ・ボンドの吹き替えは、オーディション無しで抜擢されたものであり、『007 カジノ・ロワイヤル』と『007 慰めの報酬』の2作で声を当てた。また、『レイヤー・ケーキ』などでもクレイグを担当したことはあるが、一部の演じた作品の吹き替えのオーディションで落ちた。
『ONE PIECE』では、敵役である魚人海賊のアーロン役を担当。小杉はアフレコ収録時、酷い二日酔いの状態で演じていたことがあったという。このエピソードは、2018年12月23日に開催された『ジャンプフェスタ2019』のスーパーステージにて披露されている。その場面は、ウソップとアーロンがゴサの町で戦闘するシーンだったとのこと。また、小杉はテレビスペシャル『エピソードオブナミ』で12年ぶりにアーロンを演じることについて、「またナミとの出会いから、今回アーロンを演じることができるので、本当に幸せだと思っています」と語っている。ファンに対しては、「アーロンとナミの原点を知ってもらって、これからも『ONE PIECE』を愛して頂きたいと思います」と呼び掛けている。なお2023年のドラマ版で同役は東地宏樹と交代する形となった。

### 趣味・嗜好
特技はギター。趣味はゴルフ、歌。
若い頃、ボウリングが好きで、プロボウラーになろうと思っていた時期もあったという。

### 交友・対人関係
井上和彦とは、同じ横浜市出身であり、小杉が通っていた中学校は、井上が通っていた高校と川を挟んだ向かい側にあったという。井上によると弓道場から中学校のグランドが見えており、その頃は面識がなかったが、中学生が部活をしている姿など、蹴ったボールが川に落ちて、慌てて取りに行っている姿を「あ〜、またやってるよ(笑)」という感じで見ていたという。小杉は長い棒を持ってボールを取りに行っていたという。
堀内賢雄は逗子開成高等学校に転校して来てからの同級生であり、卒業後は1回も会わなかったが、声優になってから偶然に再会し、それ以後は良き飲み友達であると話している。また、イベント「けんじゅうトークライブ」を不定期に開催している。

## 出演
太字はメインキャラクター。

### テレビアニメ
1985年
- 機動戦士Ζガンダム（1985年 - 1986年、ナレーション、ヘンケン・ベッケナー）
- 昭和アホ草紙あかぬけ一番!（1985年 - 1986年、奥志賀道成）
- タッチ（寺島）
- ダーティペア（アナウンスA、モンタール）
- 忍者戦士飛影（1985年 - 1986年、リール・コア、兵士、オペレーターA、警備兵A、ゴロー 他）

1986年
- 生徒諸君!心に緑のネッカチーフを（野口先生）
- 北斗の拳（ヤコブ）

1987年
- 機甲戦記ドラグナー（1987年 - 1988年、マイヨ・プラート）
- 陽あたり良好!（高根沢）
- ミスター味っ子（1988年 - 1989年、朱雀、村田源二郎〈若き日の味皇〉）

1988年
- 魁!!男塾（森田、影慶）
- 機動警察パトレイバー（部下A）
- 超音戦士ボーグマン（隊員）
- 魔神英雄伝ワタル（ケン・サーク）
- 鎧伝サムライトルーパー（1988年 - 1989年、幻魔将ラジュラ）

1989年
- アイドル伝説えり子（保科朗）
- 新グリム名作劇場（王様）
- ドラえもん（テレビ朝日版第1期）
- 天空戦記シュラト（マユリ、ビカラ）

1990年
- 美味しんぼ（魚屋、足野）
- NG騎士ラムネ&40（サンゴショウ、ケンシーン）
- からくり剣豪伝ムサシロード（俊之助）
- キャッ党忍伝てやんでえ（1990年 - 1991年、スカシー）
- ジャングルブック・少年モーグリ（オオカミA）
- それいけ!アンパンマン（1990年 - 2024年、タクトマン〈初代→4代目〉、大トロ殿様、やきそばパンマン）
- たいむとらぶるトンデケマン!（トリスタン）
- ピグマリオ（アスナス）
- 魔神英雄伝ワタル2（1990年 - 1991年、イサリビ / 魔界イサリビ）
- 魔法使いサリー（1989年版）（ブリザード）
- YAWARA! a fashionable judo girl!（大会関係者B、副将、不良B、花園の先輩A、尾川、警備員B）
- 勇者エクスカイザー（1990年 - 1991年、プテラガイスト）
- RPG伝説ヘポイ（1990年 - 1991年、キングキャッスル）

1991年
- 機甲警察メタルジャック（ハリー）
- ジャンケンマン（コインダー）
- 絶対無敵ライジンオー（試験官）
- 魔法のプリンセス ミンキーモモ（若きスコタビッチ）

1992年
- あしたへフリーキック（フリッツ・ベッケン、クリス・ベッケン、ゲーリー・クロイツ、早見優吉 他）
- 宇宙の騎士テッカマンブレード（1992年 - 1993年、モロトフ / テッカマン・ランス）
- 大草原の小さな天使 ブッシュベイビー（テンボ・ムルンビ）
- ファンタジーアドベンチャー 長靴をはいた猫の冒険（モーリス）
- 見ると強くなる 痛快!横綱アニメ ああ播磨灘（玉嵐）
- 横山光輝 三国志（趙雲子龍）

1993年
- 機動戦士Vガンダム（クワン・リー、ブロッホ）
- 剣勇伝説YAIBA（1993年 - 1994年、小次郎）
- 疾風!アイアンリーガー（1993年 - 1994年、トップジョイ、ワルキューレ）
- 平成イヌ物語バウ（犬友）
- ミラクル★ガールズ（外国人男性A）

1994年
- 機動武闘伝Gガンダム（ミラボー、ホイットニー）
- クレヨンしんちゃん（1994年 - 2017年、暗黒ランポポ党 / イーグルヘッド、西越谷の駅員、黒ぶりぶり、千琢磨）
- 忍たま乱太郎（1994年 - 2024年、宮本クサシ、角拓本、男、キャプテン達魔鬼、町人 他）
- 覇王大系リューナイト（1994年 - 1995年、イズミ）
- 魔法騎士レイアース（1994年 - 1995年、ザガート、ランティス）
- 勇者警察ジェイデッカー（二宮睦月）
- 幽☆遊☆白書（痩傑）

1995年
- アニメ世界の童話（バッキンガム公）
- 鬼神童子ZENKI（ZENKI）
- スレイヤーズ（モランボラン）
- NINKU -忍空-（1995年 - 1996年、橙次）
- ふしぎ遊戯（天罡）
- ぼのぼの（1995年 - 1996年、スナドリネコさん）

1996年
- 快傑ゾロ（レイモン）
- 機動戦艦ナデシコ（ゴート・ホーリー、代理店の男、国分寺博士）
- 超者ライディーン（勝平の父）
- 天空のエスカフローネ（ドライデン・ファッサ）
- はりもぐハーリー（アゲゾー父、ももさん）
- B'T-X（ミスリム）
- みどりのマキバオー（ピーターII）
- 名探偵コナン（1996年 - 2010年、佐伯、吉野明夫、猪木刑事、前田剛、竹内浩明、丹沢純作）
- YAT安心!宇宙旅行（星渡ダイゴ）

1997年
- 金田一少年の事件簿（1997年 - 2016年、剣持勇、恩田純一） - 3シリーズ + 特別編1作品
- 少女革命ウテナ（鳳暁生）
- 中華一番!（リー提督）
- 忍ペンまん丸（1997年 - 1998年、ネンガ様）
- マッハGoGoGo（シャドウ）
- 烈火の炎（裂神 / 桜火）

1998年
- Weiß kreuz（ペルシャ、鷹取修一）
- SHADOW SKILL -影技-（フェオリナの父）
- トライガン（ジョイ）
- Bビーダマン爆外伝（こんボン）
- LEGEND OF BASARA（四道）

1999年
- 週刊ストーリーランド（1999年 - 2001年、案内人、悪魔、借金取り、大野悟、石井裕之、野村貴史、男人形）
- 天使になるもんっ!（ノエルの父）
- パワーストーン（ナレーション、プライド）
- モンスターファーム シリーズ（1999年 - 2000年、ムー、ホリィの父親、チャリオット、ドクロカブリ、ゴビ） - 2シリーズ

2000年
- 学校の怪談（ピアノお化け）
- 人形草紙あやつり左近（九条孝栄）
- 銀装騎攻オーディアン（リガルド〈ロキ〉）
- 人造人間キカイダー THE ANIMATION（サブロウ / ハカイダー）
- デジモンアドベンチャー02（チンロンモン）
- 陽だまりの樹（勝海舟）
- BRIGADOON まりんとメラン（スキアー）
- BOYS BE…（マネージャー）
- 闇の末裔（ナレーション、伯爵）
- ONE PIECE（2000年 - 2012年、アーロン、スコーピオン）

2001年
- SAMURAI GIRL リアルバウトハイスクール（南雲慶一郎）
- 星界の戦旗II（トライフ）
- タッチ CROSS ROAD〜風のゆくえ〜（ホセ）
- デジモンテイマーズ（チンロンモン、アイスデビモン）
- テニスの王子様（榊太郎）
- とっとこハム太郎（岩田竹蔵）
- 破壊魔定光（椿明信）
- パラッパラッパー（ドン）
- バンパイヤン・キッズ（幽霊船長）
- PROJECT ARMS（ナイト、クロウ）

2002年
- 王ドロボウJING（船長）
- 天地無用! GXP（平田兼光）
- ヒートガイジェイ（ノリエガ）
- ポケットモンスター アドバンスジェネレーション（2002年 - 2005年、センリ）
- ルパン三世 EPISODE:0 ファーストコンタクト（ブラッド）
- わがまま☆フェアリー ミルモでポン!（2002年 - 2004年、ダアク、デンタ） - 3シリーズ

2003年
- アソボット戦記五九（カスパー）
- 宇宙のステルヴィア（片瀬海人）
- キノの旅 -the Beautiful World-（新郎の父）
- 最遊記RELOAD（独角兕）
- 神魂合体ゴーダンナー!!（2003年 - 2004年、モウカク） - 2シリーズ
- 釣りバカ日誌（ジョン・ゲイツ）
- NARUTO -ナルト-（猿飛アスマ）
- 無限戦記ポトリス（黒魔龍）

2004年
- SDガンダムフォース（完全善大将軍）
- 巌窟王（フェルナン・ド・モルセール将軍）
- カレーの国のコバ〜ル（ガリケン、ハヤシジィ 他）
- Get Ride! アムドライバー（ガン・ザルディ）
- コロッケ!（カラスミ）
- サムライチャンプルー（ザビエル三世）
- 蒼穹のファフナー（日野洋治）
- 月詠 -MOON PHASE-（御堂弥生）
- ビューティフル ジョー（ジェット、ウィリアム）
- ロックマンエグゼAXESS（ミストマン）

2005年
- うえきの法則（神様、神様≠アノン）
- 奥さまは魔法少女（浅羽保）
- おねがいマイメロディ（松本ヨーイチ）
- 銀盤カレイドスコープ（高島優司）
- 吟遊黙示録マイネリーベ（国王）
- 交響詩篇エウレカセブン（チャールズ・ビームス）
- ジパング（グレイ大佐）
- SHUFFLE!（神王）
- 戦国英雄伝説 新釈 眞田十勇士 The Animation（望月六郎）
- 好きなものは好きだからしょうがない!!（相沢教授）
- ソニックX（ペイルベイリーフ）※日本未放送版
- トリニティ・ブラッド（フランチェスコ・ディ・メディチ）
- BUZZER BEATER（マル）
- BLOOD+（デヴィッド）
- ボボボーボ・ボーボボ（J）
- MÄR-メルヘヴン-（2005年 - 2007年、アラン）
- 焼きたて!!ジャぱん（レオンハルト14世）

2006年
- 吟遊黙示録マイネリーベwieder（国王）
- ザ・サード 〜蒼い瞳の少女〜（ナレーター）
- 史上最強の弟子ケンイチ（岬越寺秋雨）
- 出ましたっ!パワパフガールズZ（フン太）
- ふたりはプリキュア Splash Star（キントレスキー）

2007年
- Venus Versus Virus（名橋総一郎）
- きらりん☆レボリューション（タンバ鈴太郎）
- 神曲奏界ポリフォニカ（マナガリアスティノークル・ラグ・エデュライケリアス）
- 地球へ…（キャプテンハーレイ）
- 天元突破グレンラガン（ジョー〈カミナの父〉）
- のだめカンタービレ（佐久日出美〈佐久桜の父〉）
- ハヤテのごとく!（2007年 - 2013年、タマ） - 3シリーズ
- バンブーブレード（ドルチル、虎侍父）
- ひぐらしのなく頃に解（小此木）
- BUZZER BEATER（マル）
- らき☆すた（高橋社長）

2008年
- あまつき（空五倍子）
- ゴルゴ13（ベン・ピアース）
- 純情ロマンチカ シリーズ（2008年 - 2015年、宇佐見冬彦） - 2シリーズ
- 西洋骨董洋菓子店〜アンティーク〜（サンダー）
- 絶対可憐チルドレン（2008年 - 2009年、桐壺帝三、タマ）
- ゼロの使い魔 シリーズ（2008年 - 2012年、ジョゼフ1世） - 2シリーズ
- NARUTO -ナルト- 疾風伝（猿飛アスマ）
- 墓場鬼太郎（水木）
- ミチコとハッチン（フェリシアーノ）

2009年
- うみねこのなく頃に（右代宮蔵臼、小此木鉄郎）
- エグザムライ戦国（クロノス）
- 空中ブランコ（野村栄介）
- ジャングル大帝 -勇気が未来をかえる-（剛田）
- そらのおとしもの（2009年 - 2010年、射的屋の男、ゼロ） - 2シリーズ
- ドラえもん（テレビ朝日版第2期）（2009年 - 2018年、怪人、ダックス、モッツァレラ、歌井マクル、ワルエヘブ、保安官）
- にゃんこい!（桐島啓造）
- プリンセスラバー!（ハルトマン＝ベーゼルハイム）
- マリー&ガリー（2009年 - 2011年、ヘルツ、ゲップ、裁判長） - 2シリーズ
- MAJOR 5th season（天童辰夫）

2010年
- 怪談レストラン（レイコの父）
- デジモンクロスウォーズ（2010年 - 2011年、スカルナイトモン / ダークナイトモン） - 2シリーズ
- パンティ&ストッキングwithガーターベルト（体育教師）

2011年
- SKET DANCE（孫純一〈Jソン先生〉、隊長〈アンドレ・マクドナルド〉）
- TIGER & BUNNY（レジェンド）
- トリコ（マンサム）
- ぬらりひょんの孫 千年魔京（土蜘蛛）
- 爆丸バトルブローラーズ ガンダリアンインベーダーズ（コロッサス・ドラゴン）
- みつどもえ 増量中!（親父）
- 遊☆戯☆王ZEXAL（2011年 - 2013年、Mr.ハートランド） - 2シリーズ

2012年
- あらしのよるに 〜ひみつのともだち〜（ジェス）
- アルカナ・ファミリア -La storia della Arcana Famiglia-（ダンテ）
- 黒魔女さんが通る!!（エクソノーム）
- トータル・イクリプス（安部副官）
- ヨルムンガンド（ポルック少佐）
- ONE PIECE エピソードオブナミ 〜航海士の涙と仲間の絆〜（アーロン）

2013年
- アウトブレイク・カンパニー（政府高官）
- キューティクル探偵因幡（ロレンツォ）
- サムライフラメンコ（要丈治）
- 閃乱カグラ（道元）
- ぢべたぐらし あひるの生活（カラフトおじさん）
- ムシブギョー（左之助）
- よんでますよ、アザゼルさん。Z（主）

2014年
- 俺、ツインテールになります。（クラーケギルディ）
- 怪盗ジョーカー（2014年 - 2015年、プロフェッサー・クローバー / エージェント・クローバー） - 2シリーズ
- さばげぶっ!（隊長)
- Z/X IGNITION（ガブリエル）
- 戦国無双SP 真田の章（織田信長）
- とある飛空士への恋歌（ルイス・デ・アラルコン）
- 東京レイヴンズ（倉橋源司）
- ドラゴンコレクション（アーカリー）
- はじめの一歩 Rising（ラルフ・アンダーソン）
- ヒーローバンク（メッサ・ハヤイネン）
- まじっく快斗1412（スネイク）
- 魔弾の王と戦姫（ナレーション）

2016年
- エンドライド（アルゼルム）
- ステラのまほう（選択肢ウインドウ）
- テラフォーマーズ リベンジ（ルーク・スノーレソン）

2017年
- 終末なにしてますか? 忙しいですか? 救ってもらっていいですか?（ライムスキン）
- カミワザ・ワンダ（バキューミン）
- ONE PIECE エピソードオブ東の海 〜ルフィと4人の仲間の大冒険!!〜（アーロン）

2018年
- レイトン ミステリー探偵社 〜カトリーのナゾトキファイル〜（2018年 - 2019年、シャーロ、宇宙犬ホエテバッカ）
- 奴隷区 The Animation（墨田博士）
- 魔法少女サイト（サイト管理人 陸）
- パズドラ（2018年 - 2020年、明石寅次）

2019年
- BORUTO-ボルト- NARUTO NEXT GENERATIONS（猿飛アスマ）

2021年
- ひぐらしのなく頃に業（小此木鉄郎）

2023年
- デジモンゴーストゲーム（クオーツモン）

### 劇場アニメ
1986年
- キャプテン翼 世界大決戦!! Jr.ワールドカップ（ルーク）
- 強殖装甲ガイバー（ガイバーIII）

1987年
- バリバリ伝説

1990年
- 「エイジ」（草薙直矢）
- ドラえもん のび太とアニマル惑星（ニムゲの組長）
- 本気!（六助）

1995年
- NINKU -忍空-（橙次）

1997年
- るろうに剣心 -明治剣客浪漫譚- 維新志士への鎮魂歌（田母野鋭敏）

1998年
- 機動戦艦ナデシコ -The prince of darkness-（ゴート・ホーリー）
- ドラえもん のび太の南海大冒険（TVアナウンサーA）

1999年
- 金田一少年の事件簿2 殺戮のディープブルー（剣持勇）
- スライム冒険記 〜海だ、イエー〜（じいや）
- それいけ!アンパンマン シリーズ（1999年 - 2001年、やきそばパンマン） - 3作品

2000年
- エスカフローネ（ドライデン・ファッサ）

2001年
- カウボーイビバップ 天国の扉（ハリス）
- とっとこハム太郎（2001年 - 2004年、ハム二郎先生、ハンドル、板前ハム、キザハム） - 4作品
- デジモンテイマーズ 冒険者たちの戦い（メフィスモン）
- 名探偵コナン 天国へのカウントダウン（風間英彦）

2002年
- 激闘!クラッシュギアTURBO カイザバーンの挑戦!（ギアゴッド、ナレーション）
- ドラえもん のび太とロボット王国（ドロイド兵A）
- ONE PIECE THE MOVIE デッドエンドの冒険（ニードルス、ウィリー）

2004年
- APPLESEED（ブリアレオス）

2005年
- あした元気にな〜れ! 半分のさつまいも（組合長）
- 機動戦士Ζガンダム A New Translation（2005年 - 2006年、ヘンケン・ベッケナー、ナレーション） - 3作品
- 劇場版 テニスの王子様 跡部からの贈り物 君に捧げるテニプリ祭り（榊太郎）

2008年
- 劇場版 ゲゲゲの鬼太郎 日本爆裂!!（ヤトノカミ）

2009年
- 劇場版 NARUTO -ナルト- 疾風伝 火の意志を継ぐ者（猿飛アスマ）
- 装甲騎兵ボトムズ ペールゼン・ファイルズ（フラー）
- テイルズ オブ ヴェスペリア 〜The First Strike〜（アレクセイ）

2010年
- 映画 プリキュアオールスターズDX2 希望の光☆レインボージュエルを守れ!（キントレスキー / フルパワーキントレスキー）

2011年
- 劇場版 テニスの王子様 英国式庭球城決戦!（榊太郎）

2012年
- 劇場版 TIGER & BUNNY -The Beginning-（Mr.レジェンド）
- 放課後ミッドナイターズ（ピニア）
- やなせたかしシアター ロボくんとことり（ロボくん）

2017年
- 交響詩篇エウレカセブン ハイエボリューション（2017年 - 2021年、チャールズ・ビームス） - 2シリーズ

2020年
- クレヨンしんちゃん 激突! ラクガキングダムとほぼ四人の勇者（エナジー大臣）

### OVA
1985年
- バビ・ストック I 果てしなき標的（アイズマン）

1986年
- バビ・ストック II ザ・リベンジ・オブ アイズマン 愛の鼓動の彼方に（アイズマン）
- バリバリ伝説 PART I 筑波編（不良3）
- 魔女でもステディ

1987年
- 風と木の詩 SANCTUS -聖なるかな-（ワッツ）
- ダーティペア（第一隊長、ダライン）
- バブルガムクライシス（フレデリック）

1988年
- バルテュス ティアの輝き（アルフォンス）

1989年
- アーシアン（K-001）
- ARIEL（1989年 - 1991年、クレスト・セイバーハーゲン、大統領）
- 強殖装甲ガイバー（エレゲン）
- 銀河英雄伝説（カスパー・リンツ）
- 風魔の小次郎（夜叉の手下、陽炎）
- 妖魔（不知火）
- 鎧伝サムライトルーパー 外伝（科学者）

1990年
- 1+2=パラダイス（石油王）
- ころがし涼太（涼太） - 2シリーズ
- 新カラテ地獄変（大東徹源）
- ダーティペア 謀略の005便（ドーネンシュターン）
- B・B（狐火A）

1991年
- うっちゃれ五所瓦
- NG騎士ラムネ&40 EX ビクビクトライアングル 愛の嵐大作戦（隅沢専務〈2代目〉）
- JINGI 仁義（八崎義郎）
- 超幕末少年世紀タカマル（煌ズガイ）
- やじきた学園道中記 牡丹慕情編（紅林）
- YJ版レモンエンジェル（土屋）
- 遊人ブランド（遠山）
- 横浜名物男片山組!（前田）

1992年
- イース 天空の神殿〜アドル・クリスティンの冒険〜（1992年 - 1993年、ゴート）
- 究極のSEXアドベンチャー　カーマスートラ（ルドラシン）
- JOKER マージナル・シティ（Dr.ベイファーム）
- 新・超幕末少年世紀タカマル（1992年 - 1993年、煌ズガイ）
- ドン 極道水滸伝 怒濤編（俵）

1993年
- アルスラーン戦記 汗血公路（ギスカール）
- エイトマンAFTER（羽座間逸郎 / エイトマン）
- ジョジョの奇妙な冒険（1993年 - 1994年、空条承太郎）
- ハローキティのかぐや姫（みかど）
- ぼくの地球を守って（田村一登）
- マグマ大使（村上厚）
- 流星機ガクセイバー（1993年 - 1994年、ワーキュリー）

1994年
- I・R・I・A ZEIRAM THE ANIMATION（グレン）
- KEY THE METAL IDOL（1994年 - 1997年、「D」、広告マン）
- 高校武闘伝 クローズ（杉原誠）
- 疾風!アイアンリーガー 銀光の旗の下に（1994年 - 1995年、トップジョイ）
- なつきクライシス（柳澤雅昭）
- 覇王大系リューナイト アデュー・レジェンド（1994年 - 1995年、イズミ）

1995年
- アルスラーン戦記 征馬孤影（ギスカール）
- ライディングビーン（ガードマンB）
- GOLDEN BOY さすらいのお勉強野郎（小暮ひろし）
- スライム冒険記（ライ蔵）
- 精霊使い（鞘継）
- 覇王大系リューナイト アデュー・レジェンドII（1995年 - 1996年、ミズキ、イズミ）

1996年
- KI・ME・RA（キアヌ）
- 小鉄の大冒険（神坂諒之）
- 覇王大系リューナイト アデュー・レジェンド・ファイナル（イズミ）
- ファイアーエムブレム 紋章の謎（オグマ）
- 僕のセクシャルハラスメント（本間一則）

1997年
- AIKa（ガスト・タービュランス）
- 鬼神童子ZENKI外伝〜黯鬼奇譚〜（ZENKI〈鬼神〉）
- 電脳戦隊ヴギィ'ズ★エンジェル（ロン・ハワード）
- VS騎士ラムネ&40FRESH（ドン・ウォッカー）
- レイアース（ランティス）
- マクロス ダイナマイト7（カリバ）

1998年
- 青の6号（JJ バーネル）
- ガラスの仮面 千の仮面を持つ少女（速水真澄）
- 銀河英雄伝説外伝 千億の星、千億の光（カスパー・リンツ）
- クイーン・エメラルダス（ガモル）
- ゲキ・ガンガー3 熱血大決戦!!（国分寺博士、劇場係員）
- スライム冒険記 ウルフくん がんばるの巻（ライ蔵）

1999年
- スライム冒険記 海だ、イエ〜（ライ蔵）
- 太陽の船 ソルビアンカ（ラミー）
- 倒凶十将伝（加賀味鏡視郎）

2000年
- ジョジョの奇妙な冒険 ADVENTURE（2000年 - 2002年、空条承太郎）

2001年
- ジャングルはいつもハレのちグゥ FINAL（ナレーション）
- 倒凶十将伝 封魔五行伝承 巻の弐、巻の参（加賀味鏡視郎）

2003年
- 羊のうた（江田新）

2004年
- 蒼い海のトリスティア（スツーカ）

2005年
- イリヤの空、UFOの夏（如月十郎）

2006年
- テニスの王子様 Original Video Animation 全国大会篇（榊太郎）

2007年
- お金がないっ（狩納北）
- ガラスの仮面 千の仮面を持つ少女（速水真澄）
- ZOMBIE-LOAN 特別編（ざらめ）
- 装甲騎兵ボトムズ ペールゼン・ファイルズ（フラー）

2008年
- COBRA THE ANIMATION コブラ タイム・ドライブ（魔二童）
- やなせたかしメルヘン劇場 ロボくんとことり（ロボくん）

2009年
- ハヤテのごとく!! アツがナツいぜ 水着編!（タマ）
- ひぐらしのなく頃に礼（小此木）

2010年
- 絶対可憐チルドレン 〜愛多憎生! 奪われた未来?〜（桐壺帝三）
- BLACK LAGOON Roberta's Blood Trail（アルベルト・カマラサ）

2011年
- ひぐらしのなく頃に煌（小此木）

2012年
- 金田一少年の事件簿「黒魔術殺人事件」（剣持勇）
- 史上最強の弟子ケンイチ（岬越寺秋雨）※単行本第46巻・第49巻OVA付き特装版

2013年
- 史上最強の弟子ケンイチ（岬越寺秋雨）※単行本第53巻・第54巻OVA付き特装版

2014年
- 史上最強の弟子ケンイチ（岬越寺秋雨）※単行本第55巻・第56巻OVA付き特装版
- ハヤテのごとく!（タマ）※単行本第42巻OVA付き特別版
- WILD ADAPTER（真田）

### ゲーム
- テニスの王子様シリーズ（榊太郎）

1991年
- 雀偵物語2 宇宙探偵ディバン出動編（黒の戦士ガルダス）

1993年
- 聖魔伝説3×3EYES（ベナレス）
- 天外魔境 風雲カブキ伝（魔王ガープ）

1994年
- TEAM INNOCENT -The Point of No Return-（シグルス＝グラント）
- 宝魔ハンターライム（W.ペガサス）

1995年
- カブキ一刀涼談（魔王ガープ）
- 空想科学世界ガリバーボーイ（ジュドー）
- QUOVADIS（オブリー・ロッジェス）
- ぼのぐらし

1996年
- 新スーパーロボット大戦（ブロッホ）
- 新フォーチュン・クエスト 食卓の騎士たち（JB、コボルト）
- 伝説のオウガバトル（クアス・デボネア将軍、ヒカシュー・ウィンザルフ大将軍）
- ブルーブレイカー 〜剣よりも微笑みを〜（ディーザ）
- ロックマン8 メタルヒーローズ（デューオ）

1997年
- ヴァンパイア セイヴァー The Lord of Vampire（ドノヴァン・バイン）
- ヴァンパイア セイヴァー2（ドノヴァン・バイン）
- ヴァンパイア ハンター2（ドノヴァン・バイン）
- QUOVADIS 2〜惑星強襲オヴァン・レイ〜（オヴァン・レイ）
- グランディア（ミューレン大佐）
- KOWLOON'S GATE -九龍風水傳-（ウェイ）
- スーパーロボット大戦F（ヘンケン・ベッケナー、親衛隊兵等一般兵）
- 天空のエスカフローネ（ドライデン、パイロット）
- マスターオブモンスターズ〜暁の賢者達〜（ウォーロック）
- マリーのアトリエ 〜ザールブルグの錬金術士〜（1997年 - 1998年、ルーウェン・フィルニール、ハレッシュ・スレイマン、エンデルク・ヤード） - 2作品
- 水木しげるの妖怪武闘伝（カラス天狗）
- 悠久幻想曲（トーヤ）
- ロックマン バトル&チェイス（ナパームマン、デューオ）

1998年
- エリーのアトリエ 〜ザールブルグの錬金術士2〜（エンデルク・ヤード） - 2作品
- サウザンドアームズ（ラバンティス）
- 少女革命ウテナ いつか革命される物語（鳳暁生）
- 新世代ロボット戦記ブレイブサーガ（スペリオン / マッハスペリオン / ギルディオン / ダークギルディオン、プテラガイスト）
- スーパーロボット大戦F完結編（親衛隊兵等一般兵）
- ステラアサルト ダブルエス（ジェイク・マクファーソン大尉）
- 堕落天使（カルロス）
- レガイア伝説（コート）

1999年
- SDガンダム GGENERATION（1999年 - 2025年、ヘンケン・ベッケナー、ブロッホ、クワン・リー、ヴァルダー・ファーキル、『SPIRITS』タイトルコール） - 14作品
- スーパーロボット大戦コンプリートボックス（ヘンケン・ベッケナー）
- パワーストーン（1999年 - 2000年） - 2作品

2000年
- 機動戦士ガンダム ギレンの野望 ジオンの系譜（ヘンケン・ベッケナー）
- Schwarzschild Z 最後の遺産（エグザス・グラフト）
- スーパーロボット大戦α（ヘンケン・ベッケナー、ブロッホ、ティターンズ兵）
- パワーストーン2（ガルーダ、ナレーション）
- ペルソナ2 罰（神取鷹久）

2001年
- 暴れん坊プリンセス（アッシュ・ガルディア）
- グローランサーII（セレブ）
- スーパーロボット大戦α外伝（ヘンケン・ベッケナー）
- From TV animation ONE PIECE グランドバトル!（アーロン）
- From TV animation ONE PIECE とびだせ海賊団!（アーロン）
- みんなのGOLF 3（シャーク）

2002年
- 蒼い海のトリスティア（スツーカ）
- 王子さまLV1（アックス・ナタブーム）
- ギガンティック ドライブ（ウィルツ博士）
- 機動戦士ガンダム ギレンの野望 ジオン独立戦争記（ヘンケン・ベッケナー、ギャビー・ハザード）
- キングダム ハーツ（ターザン）
- 探偵 神宮寺三郎 Innocent Black（神宮寺三郎）
- ときめきメモリアル Girl's Side（天之橋一鶴）
- From TV animation ONE PIECE グランドバトル!2（アーロン）
- From TV animation ONE PIECE トレジャーバトル!（アーロン）

2003年
- ANUBIS ZONE OF THE ENDERS（ノウマン大佐）
- OVER THE MONOCHROME RAINBOW featuring SHOGO HAMADA（アダマ）
- 機動戦士Ζガンダム エゥーゴvs.ティターンズ（ヘンケン・ベッケナー）
- SUNRISE WORLD WAR Fromサンライズ英雄譚（マイヨ、ヘンケン、J・ロック、ラジュラ）
- 第2次スーパーロボット大戦α（ジオン兵）
- 天誅 参（陣内右京）
- NARUTO -ナルト- ナルティメットヒーロー（猿飛アスマ）
- 信長の野望Online（男PC12）
- From TV animation ONE PIECE オーシャンズドリーム!（アーロン）
- マックスペイン（マックス・ペイン）
- みんなのGOLF4（シャーク）
- わがまま☆フェアリー ミルモでポン! 対戦まほうだま（?）

2004年
- アニメバトル 烈火の炎 FINAL BURNING（桜火 / 裂神）
- 機動戦士ガンダム ガンダムvs.Ζガンダム（ヘンケン・ベッケナー）
- コロッケ!Great 時空の冒険者（カラスミ）
- スーパーロボット大戦MX（マイヨ・プラート）
- スーパーロボット大戦GC（マイヨ・プラート）
- ステラデウス（ヴィゼ）
- 戦国無双（織田信長）
- 戦国無双 猛将伝（織田信長）
- 探偵 神宮寺三郎 KIND OF BLUE（神宮寺三郎）
- NARUTO -ナルト- 激闘忍者大戦!3（猿飛アスマ）
- NARUTO -ナルト- ナルティメットヒーロー2（猿飛アスマ）
- ラチェット&クランク3 突撃!ガラクチック★レンジャーズ（ランス）
- ONE PIECE ランドランド!（アーロン）

2005年
- 蒼い空のネオスフィア 〜ナノカ・フランカ発明工房記2〜（スツーカ）
- 激・戦国無双（織田信長）
- GENJI（吉次）
- コロッケ!DS 天空の勇者たち（カラスミ）
- 魁!!男塾（影慶）
- サクラ大戦V 〜さらば愛しき人よ〜（織田信長）
- SHUFFLE! ON THE STAGE（神王〈ユーストマ〉）
- 第3次スーパーロボット大戦α 終焉の銀河へ（ネオ・ジオン兵）
- ツキヨニサラバ（ジューダス）
- テイルズ オブ レジェンディア（ヴァーツラフ・ボラド）
- NARUTO -ナルト- 激闘忍者大戦!4（猿飛アスマ）
- MELTY BLOOD Act Cadenza（軋間紅摩）
- メルヘヴン ÄRM FIGHT DREAM（アラン）
- Yo-Jin-Bo〜運命のフロイデ〜（筑波宗重）
- ラジアータ ストーリーズ（スター）
- ワイルドアームズ ザ フォースデトネイター（ラムダ・ゼルヴィガー）
- ONE PIECE グラバト! RUSH（アーロン）
- ONE PIECE パイレーツカーニバル（アーロン）

2006年
- 式神の城III（バトゥ・ハライ）
- スーパーロボット大戦XO（マイヨ・プラート）
- 戦国無双2（織田信長）
- 戦国無双2 Empires（織田信長）
- ファンタシースターユニバース（オーベル・ダルガン、ナレーション）
- BLOOD+ ONE NIGHT KISS（デヴィッド）
- マブラヴオルタネイティヴ全年齢版（信濃艦長 安倍）
- メルヘヴン カルデアの悪魔（アラン）
- メルヘヴン 忘却のクラヴィーア（アラン）

2007年
- エルヴァンディアストーリー（ナレーション）
- ガンダム無双 / 2 / 3（2007年 - 2010年、ヘンケン・ベッケナー） - 3作品
- THE 交渉人（本多目雅）
- 戦国無双2 猛将伝（織田信長）
- 戦国無双KATANA（織田信長）
- NARUTO -ナルト- 疾風伝 激闘忍者大戦!EX2（猿飛アスマ）
- NARUTO -ナルト- 疾風伝 ナルティメットアクセル2（猿飛アスマ）
- ファンタシースターユニバース イルミナスの野望（オーベル・ダルガン、ナレーション）
- 無双OROCHI（織田信長）
- ONE PIECE アンリミテッドアドベンチャー（アーロン）

2008年
- アヴァロンコード（グスタフ、ハオチィ）
- カドゥケウス ニューブラッド（マスター・ヴァフシュティ）
- 機動戦士ガンダム ギレンの野望 アクシズの脅威（ヘンケン・ベッケナー、ナレーション）
- Coded Soul -受け継がれしイデア-（ジェイ）
- スーパーロボット大戦Z（ヘンケン・ベッケナー、チャールズ・ビームス）
- スーパーロボット大戦A PORTABLE（マイヨ・プラート）
- 絶対可憐チルドレンDS 第4のチルドレン（桐壺帝三）
- テイルズ オブ ヴェスペリア（アレクセイ）
- NARUTO -ナルト- 疾風伝 激闘忍者大戦!EX3（猿飛アスマ）
- ファンタシースターポータブル（オーベル・ダルガン、ナレーション）
- マナケミア2 〜おちた学園と錬金術士たち〜（ペペロンチーノ）
- 無双OROCHI 魔王再臨（織田信長）
- ONE PIECE アンリミテッドクルーズ エピソード1 波に揺れる秘宝（アーロン）
- ONE PIECE ワンピーベリーマッチ（アーロン）
- MELTY BLOOD Actress Again（軋間紅摩）

2009年
- アニーのアトリエ 〜セラ島の錬金術士〜（キルベルト・ハネス、ナレーター）
- アトリエ〈アーランド〉シリーズ（2009年 - 2019年、ステルケンブルク・クラナッハ〈ステルク〉） - 8作品
- 朧村正（朧夜千十の霊/不動明王）
- 機動戦士ガンダム ギレンの野望 アクシズの脅威V（ヘンケン・ベッケナー、ナレーション）
- 恋する私の王子様（蔵前智光）
- ジャック×ダクスター 〜エルフとイタチの大冒険〜（スカイヒード公爵）
- スーパーロボット大戦NEO（イズミ）
- 戦国無双3（織田信長）
- 007 慰めの報酬（ジェームズ・ボンド）
- テイルズ オブ ヴェスペリア（アレクセイ・ディノイア）
- NARUTO -ナルト- ナルティメットストーム（猿飛アスマ）
- NARUTO -ナルト- 疾風伝 ナルティメットアクセル3（猿飛アスマ）
- NARUTO -ナルト- 疾風伝 忍列伝 III（猿飛アスマ）
- ファンタシースターポータブル2（ナレーション）
- 無双OROCHI Z（織田信長）
- らき☆すた ネットアイドル・マイスター（高橋社長）

2010年
- 維新恋華 龍馬外伝（佐久間象山）
- うみねこのなく頃に 〜魔女と推理の輪舞曲〜（右代宮蔵臼）
- クロヒョウ 龍が如く新章（筒井正俊）
- デジモンクロスウォーズ 超デジカ大戦（ダークナイトモン）
- NARUTO -ナルト- ナルティメットストーム2（猿飛アスマ）
- NARUTO -ナルト- 疾風伝 激闘忍者大戦!SPECIAL（猿飛アスマ）
- HOSPITAL. 6人の医師（イアン・ホールデン）

2011年
- アルカナ・ファミリア -La storia della Arcana Famiglia-（ダンテ）
- うみねこのなく頃に散 〜真実と幻想の夜想曲〜（右代宮蔵臼）
- 鬼哭街（樟賈寳）
- スライ・クーパー コレクション（パンダ・キング）
- クレヨンしんちゃん 宇宙DEアチョー!? 友情のおバカラテ!!
- 戦国無双3 猛将伝（織田信長）
- 戦国無双3 Z（織田信長）
- 戦国無双3 Empires（織田信長）
- 戦国無双 Chronicle（織田信長）
- 007 ブラッドストーン（ジェームズ・ボンド）
- ゴールデンアイ 007（ジェームズ・ボンド）
- トリコ グルメサバイバル!（マンサム）
- ファンタシースターポータブル2 インフィニティ（ナレーション）
- 無双OROCHI 2（2011年 - 2013年、織田信長、ステルケンブルク・クラナッハ〈ステルク〉） - 4作品

2012年
- アルカナ・ファミリア -幽霊船の魔術師-（ダンテ）
- アルカナ・ファミリア -フェスタ・レガーロ!-（ダンテ）
- 機動戦士ガンダム 新ギレンの野望（ヘンケン・ベッケナー、ナレーション）
- 戦国無双 Chronicle 2nd（織田信長）
- ダークブラッド（ウォーリアー）
- 探偵 神宮寺三郎 復讐の輪舞（神宮寺三郎）
- トリコ グルメサバイバル!2（マンサム）
- NARUTO -ナルト- 疾風伝 ナルティメットストームジェネレーション（猿飛アスマ）
- ペルソナ2 罰 ETERNAL PUNISHMENT（神取鷹久）
- ロリポップチェーンソー（ビッケ）
- ワンピース 海賊無双（2012年 - 2015年、アーロン） - 3作品
- ワンピース ROMANCE DAWN 冒険の夜明け（アーロン）

2013年
- ArcheAge（フェレ・男性）
- アルカナ・ファミリア2（ダンテ）
- 死神稼業〜怪談ロマンス〜（織瀬秋人）
- 死神所業〜怪談ロマンス〜（織瀬秋人）
- スーパーロボット大戦UX（リチャード・クルーガー）
- 制服の王子様（ジェイムズ・バーンズ）
- トリコ グルメガバトル!（マンサム）
- NARUTO -ナルト- 疾風伝 ナルティメットストーム3（猿飛アスマ）
- 嫁コレ（ロレンツォ）

2014年
- グランブルーファンタジー（2014年 - 2022年、ネツァワルピリ）
- 戦国無双 Chronicle 3（織田信長）
- 戦国無双4（織田信長）
- ソニックトゥーン（リリック）
- KNACK（ビクター）
- NARUTO -ナルト- 疾風伝 ナルティメットストームレボリューション（猿飛アスマ）
- 魔女のニーナとツチクレの戦士（ミハエル）
- マブラヴ オルタネイティヴ トータル・イクリプス（安倍智彦大佐） - PC版
- ONE PIECE 超グランドバトル! X（アーロン）
- ONE PIECE ワンピースキングス（アーロン）

2015年
- アルカナ・ファミリア -La storia della Arcana Famiglia- Ancora（ダンテ）
- 幻影異聞録♯FE（剣親臣、オグマ）
- ジョジョの奇妙な冒険 アイズオブヘブン（東方憲助）
- ファイナルファンタジーXIV: 蒼天のイシュガルド（レグラ・ヴァン・ヒュドルス）
- ブレイブリーセカンド（アルタイル）
- ポポロクロイス牧場物語（アントン）

2016年
- オーバーウォッチ（マクリー）
- NARUTO -ナルト- 疾風伝 ナルティメットストーム4（猿飛アスマ）
- 悠久のティアブレイド -Lost Chronicle-（アルカディア）

2017年
- 探偵 神宮寺三郎 GHOST OF THE DUSK（神宮寺三郎）
- ファイアーエムブレム ヒーローズ（2017年 - 2021年、オグマ、オルソン）
- Shadowverse（ゾディアックデーモン、鱗の狂戦士）

2018年
- 探偵 神宮寺三郎 プリズム・オブ・アイズ（神宮寺三郎）
- 無双OROCHI 3（2018年 - 2019年、織田信長） - 2作品
- ダイダロス: ジ・アウェイクニング・オブ・ゴールデンジャズ（神宮寺京助）

2019年
- テイルズ オブ ヴェスペリア REMASTER（アレクセイ）
- ネルケと伝説の錬金術士たち 〜新たな大地のアトリエ〜（エンデルク・ヤード、ペペロンチーノ、ステルケンブルク・クラナッハ）
- ドラガリアロスト（ギルガメッシュ）
- スーパーロボット大戦T（ランティス、ザガート）

2020年
- 北斗の拳 LEGENDS ReVIVE（2020年 - 2023年、ファルコ）
- 幽☆遊☆白書 100%本気バトル（痩傑）
- ONE PIECE トレジャークルーズ（アーロン）

2021年
- うみねこのなく頃に咲 〜猫箱と夢想の交響曲〜（右代宮蔵臼）
- テイルズ オブ ザ レイズ（アレクセイ）
- レイトン ミステリージャーニー カトリーエイルと大富豪の陰謀 DX+（シャーロ）
- スーパーロボット大戦30（ブロッホ、ランティス、ザガート）

2023年
- レスレリアーナのアトリエ 〜忘れられた錬金術と極夜の解放者〜（2023年 - 2024年、ルーウェン、ステルク）

### ドラマCD
- 穢翼のユースティア（ゲオルグ・ド・ノーヴァス・ハドリアヌスIII）
- 蒼い空のネオスフィア ドラマCD（スツーカ）
- 青春鉄道シリーズ （ナレーション）
- 暁のアマネカと蒼い巨神 ドラマCD（スツーカ）
- アニーのアトリエ 〜セラ島の錬金術士〜（ギルベルト・ハネス）
- アニメ店長 ドラマCD（高橋豊）
- あまつき ドラマCD（空五倍子）
- あらしのよるに（ギロ）
- アルカナ・ファミリアシリーズ（ダンテ）
- イースI 〜失われし古代王国〜（ダレス）
- イースII 〜天空の失楽園〜（ダレス）
- Weiß kreuz シリーズ（ペルシャ）
  - Weiß kreuz Dramatic Image Album
  - Weiß kreuz Dramatic Collection I The Holy Children
  - Weiß kreuz Dramatic Collection II ENDLESS RAIN（マリーゴールド）
  - Weiß kreuz Wish A Dream collection II A four-leaf Clover
  - Weiß kreuz Wish A Dream collection IV FIRST MISSION
  - Weiß kreuz Glühen II Theater Of Pain
  - クラッシャーズ Knight&Ranシリーズ（キング）
- ヴァンパイアハンター外伝〜宿命の旅人ドノヴァン〜（ドノヴァン・バイン）
- Wish DRAMA ALBUM（黒耀）
- CDドラマ 英雄伝説IV 朱紅い雫（マドラム）
- エリーのアトリエ 〜ザールブルグの錬金術士2〜 第1巻（エンデルク・ヤード）
- オジサマ専科 Vol.3 Restore the Bistro〜お嬢様奮闘記〜（進藤圭介）
- ドラマCDカオス レギオン（ヴィクトール・ドラクロワ）
- 輝夜姫 ドラマCD（高力士）
- 蟹工船 ドラマCD（浅川）
- KIYOSHO シリーズ（清水袈裟次郎）
- きらきら馨る（えんま様）
- 月刊男前図鑑 ワルい男編 白盤（インテリヤクザ）
- GetBackers-奪還屋- 永遠の絆を奪り還せ!編1〜Beast Howling〜（白紋）
- ドラマCD COMBINATION（佐々木圭司）
- 熱血!声優物語 叫んでやるぜ!（川辺五郎）
- 三国志LOVERS ドラマCD1 蜀編（関羽）
- ドラマCD シノビライフ 1・2（藤原宗久）
- 集英社カセットコミックシリーズ 魁!!男塾 天挑五輪大武會編（首天童子）
- 純血+彼氏（男爵）※第4巻ドラマCD付き特装版
- 辛奇音劇シリーズ「木原浩勝の怪鬼宴〜録音スタジオの怪〜」（吉田直樹）
- 神力アイドル ミヤビノシスターズ（江戸川啓司[128]）
- ドラマCD switch（成田秋宗）
- スターオーシャン5 -Integrity and Faithlessness-（レスリア軍高官）
- ストリートファイターZERO2外伝 さくら・もっとも危ない女子高生（池山）
- セイント・ビーストOthers ドラマCD（ジョエル）
- 絶対可憐チルドレン ドラマCD（桐壺帝三）
- 戦国IXA ドラマCD -絆- 其ノ弐（武田信玄）
- 超幕末少年世紀タカマル ちゃんぽん王国国立ちゃんぽん学園大学芸会! 国をあげての大騒ぎ!でござる（煌ズガイ）
- TWIN SIGNAL（アトランダム）
- テニスの王子様シリーズ
  - ラジオCD テニスの王子様 オン・ザ・レイディオ
  - 勝者のセオリー、DESERT ROSE（榊太郎）
  - 蛇ガラ/「バンダナ」、「いい夢見ろよ」（小杉十郎太）
- 天外魔境 風雲カブキ伝 オリジナル・サウンドトラック（劇中歌［魔王ガープ］）
- 覇王大系リューナイト シリーズ（イズミ）
  - 覇王大系リューナイト CDシネマ「ブラボー砦の決闘」
  - 覇王大系リューナイト CDシネマ「ティア・ダナーンの闘い」
  - アースティア密着24時 世界まるごとリューナイト
  - 続・アースティア密着24時 世界まるごとリューナイトテレビ
  - 呪われたアデュー! リュー使い最大の危機!!
  - 覇王大系リューナイト外伝 聖騎士の約束（ナギト）
  - 覇王大系リューナイト CDシネマ「カイオリスへの旅立ち」
- beatmania IIDX spin-off drama ROOTS26S[suite] Vol.1（神崎弦士）
- ドラマCD ひぐらしのなく頃に（小此木）
- ファイアーエムブレム 黎明編/紫嵐編（オグマ）
- ドラマCDシリーズ ふしぎ工房症候群〜ドラマCD版〜「一緒に死んでくれますか?」（父さん）
- コミックCDブック ふしぎ遊戯（軫宿）
- FALCOM SPECIAL BOX'97 [DISC1] CDドラマ 英雄伝説III VS ブランディッシュ+VT（ディー）
- BOOM TOWN  SONG SONG SONG（バディ）
- Fate/Zero ドラマCD（ナレーション）
- ホフディラン キミのカオ（ディラン）
- 魔神英雄伝ワタル2 メモリアルCD「星界山ロケハン物語」（ナレーター）
- 魔神英雄伝ワタル3 CDシネマ（ナレーター、レポーター）
- 魔神英雄伝ワタル4 CDシネマ2「小さな恋の海火子」（イサリビ）
- 魔討奇譚 ZANKAN! ドラマティックCD BOOK（ミツルギ）
- マリーのアトリエ 〜ザールブルグの錬金術士〜 シリーズ（ルーウェン）
  - マリーのアトリエ ドラマCD
  - マリーのアトリエ【ザールブルグの錬金術士】
  - マリーのアトリエvol.2【運命の日〜蛍の光歌えるの〜】
- CDドラマDUO 女神異聞録ペルソナ（神取鷹久）
- 鎧伝サムライトルーパー シリーズ
  - ドラマCD 鎧伝サムライトルーパー 月（幻魔将 螺呪羅）
  - 鎧伝サムライトルーパー BEST FRIENDS
  - アニメイトカセットコレクション 鎧伝サムライトルーパー 鬼哭-永遠の戦い-（幻魔将 螺呪羅）
- WILD ADAPTER（真田）

### BLCD
- 青の軌跡シリーズ5〜ペルソナノングラータ〜（イサク・ファティサーリ大佐）
- 彩おとこ（五道志信）
  - 彩おとこ〜兄弟篇〜（五道志信）
- 愛とバクダン シリーズ（深見の兄）
- アナリストの憂鬱シリーズ（椿本崇）
- アフター5はKISSの雨1・2（柿生事業部長）
- YEBISUセレブリティーズ（大城崇）
- 王子さまLV1（アックス・ナタブーム）
- お金がないっシリーズ（狩納北）
- 北の漁場（秋山祐二）
- 銀行員シリーズ（椿本崇）
- 金のひまわり（白石弘毅）
- グレイ・ゾーン（片岡亜久利）
- 黒羽と鵙目（黒羽斉彬）
- 獣たちの…妄執。（西條千春）
- 高慢な天使と紳士な野蛮人（大門）
- ごはんを食べよう シリーズ（玖珂乙彦）
- 最凶の恋人（千住柾鷹）
- しあわせにできるシリーズ（徳永映）
- 幸せのLEVEL  シリーズ（鷹倉戒）
- しのぶこころは（夕月）
- 純情ロマンチカ（宇佐見冬彦）
- BE×BOY CD COLLECTION 疵 スキャンダル（司馬彰典）
- 好きなものは好きだからしょうがない!! シリーズ（相沢教授）
- スキャンダルシリーズ（道前寺尚）
- 専属で愛して（榛原智孝[129]）
- 空に響くは竜の歌声（ラウシャン）
- タイムリミット（葛西周太郎）
- ツーリング・エクスプレス シリーズ（ディーン・リーガル）
- 月と茉莉花 シリーズ（楊大牙）
- 罪 シリーズ（穂高櫂）
  - 有罪
  - 原罪
  - 贖罪
- ドロシーの指輪（緒方邑）
- 殴る白衣の天使（五十嵐義忠）
- ベリーベリーはぴねす!（中律高）
- 僕達のFanタジィ（"'狼男・伊達正吾""）
- 僕のセクシャルハラスメント（本間一則）
- ミス・キャスト シリーズ（安藤岩男）
- 誘惑のデカメロン〜千と一夜の愛に溺れて〜（高遠祐馬）
- ロマンティスト・テイスト（木槻孝平）

### カセットブック
- アニメイトカセットコレクション 機動戦艦ナデシコ 「ナデシコ対ゲキ・ガンガー対宇宙人」……って、オイ!?（国分寺博士、ゴート[130]）
- アニメイトカセットコレクション 機動戦艦ナデシコ 2 ナデシコ・ばらえてい（仮題）（ゴート・ホーリー）

### 吹き替え

#### 担当俳優
アンディ・ラウ
- アンディ・ラウ アルマゲドン（ケン）
- アンディ・ラウの神鳥聖剣（チェンヤン）
- アンディ・ラウの神鳥伝説（チング）
- アンディ・ラウの逃避行（ワァディ）
- サンダーボルト 如来神掌（チャールズ）
- ファイターズ・ブルース（タイガー）
- LOVERS（リウ）※機内上映版

ヴァル・キルマー
- ゴッド・ランド（マクファーソン）
- デルゴ（ボガルダス）
- バットマン フォーエヴァー（ブルース・ウェイン / バットマン）※テレビ朝日版

グレッグ・ジャーマン
- アリー my Love（リチャード・フィッシュ）
- CSI:9 科学捜査班 #19（ジョージ）
- CSI:ニューヨーク6 #2（ヴィクター・ベントン）
- 天国からきたチャンピオン 2002（スクラー）
- リーマン・ジョー!（ジェレミー）

ジャン＝クロード・ヴァン・ダム
- ザ・プロテクター（ジャック・ロビドー）
- ジャン＝クロード・ヴァン・ダム ザ・コマンダー（サム・キーナン中佐）
- ジャン＝クロード・ヴァン・ダム ザ・ディフェンダー（フィリップ・ソヴァージュ）
- ディテクティヴ（アンソニー・ストウ刑事）

ダニエル・クレイグ
- インベージョン（ベン・ドリスコル）
- カウボーイ & エイリアン（ジェイク・ロネガン）
- 007シリーズ（ジェームズ・ボンド）
  - 007 カジノ・ロワイヤル ※ソフト版
  - 007 慰めの報酬 ※ソフト版
  - 007 慰めの報酬 (ゲーム)
  - ゴールデンアイ 007
  - 007 ブラッドストーン

- ディファイアンス（トゥヴィア・ビエルスキ）
- ルネッサンス（バーテレミー・カラス）
- レイヤー・ケーキ（XXXX）

デイヴィッド・ドゥカヴニー
- アクエリアス 刑事サム・ホディアック（サム・ホディアック）
- X-ファイルシリーズ（フォックス・モルダー）
  - X-ファイル ※ソフト版
  - X-ファイル ザ・ムービー ※ソフト版
  - X-ファイル: 真実を求めて
  - X-ファイル 2016

- エボリューション（アイラ・ケイン）※ソフト版
- カリフォルニケーション（ハンク・ムーディー）
- ザ・チェア 〜私は学科長〜（デイヴィッド・ドゥカヴニー〈本人役〉）
- 幸せがおカネで買えるワケ（スティーヴ・ジョーンズ）
- セックス・アンド・ザ・シティ 第84話『ハイスクールのカルテ』（ジェレミー）
- 秘密 THE SECRET（ベン・マリス）
- ファントム/開戦前夜（ブルーニ）
- 不法執刀（ユージーン・サンズ）
- フル・フロンタル（ガス）

トニー・レオン
- 花様年華（チャウ）
- グランド・マスター（イップ・マン）
- サウンド・オブ・カラー 地下鉄の恋（ホウ・ヤッミン）
- 2046（チャウ・モウワン）
- HERO（残剣）
- ロンゲストナイト（サム）

ビリー・ブランクス
- あさイチ「失敗あるある満載！　自分に向いてるダイエットって？」（本人）※2022年9月21日 NHK総合
- 新報道プレミアA（本人）
- スッキリ（本人）※2019年7月26日、ボイスオーバー
- ダイエット・ヴィレッジ（本人）
  - 〜デブのままでは終われない汗と涙の減量合宿2017年秋〜
  - 〜8人のおデブが合計100キロ減量に挑む！ビリーも水卜参戦〜
  - 〜「私をデブとは言わせない！」女8人の大減量合宿

- Nintendo Switch ビリオンロード CM（本人）
- バンダイナムコエンターテインメント ステージ生放送(9/20)【TGS2018】（本人）※ニコニコ動画
- ビリーズブートキャンプ（ビリー・ブランクス）
  - ショップジャパン ビリーズブートキャンプCM ※ボイスオーバー
  - ビリーズブートキャンプ Wiiでエンジョイダイエット! CM
  - 令和版「ビリーズブートキャンプ 短期集中 7日間ダイエット」

- ビリー・ブランクス in ヴィクトリィィーッ! キング・オブ・ドラゴン（タイラー）
- ビリー's KARATE MAN（ニコ）
- ビリー's GUN&FIGHT!（ジェイク）

ベンジャミン・ブラット
- アフター・ザ・ストーム（アーノ）
- キャットウーマン（トム・ローン刑事）※ソフト版
- デンジャラス・ビューティー（エリック・マシューズ）※ソフト版

マット・ディロン
- アステロイド・シティ（メカニック）
- クラッシュ（ライアン）
- シティ・オブ・ゴースト（ジミー）
- メリーに首ったけ（パット・ヒーリー）

ルーク・ペリー
- インヴェイジョン〜侵略〜（ボー・スターク）
- スピン・シティ（スペンス）
- バミューダ 呪われた財宝（ステュー・シェリダン）
- ビバリーヒルズ高校白書（ディラン・マッケイ）
  - ビバリーヒルズ青春白書

- フィフス・エレメント（ビリー）※日本テレビ版

レイフ・ファインズ
- ある公爵夫人の生涯（デヴォンシャー公爵）
- ナイロビの蜂（ジャスティン・クエイル）
- ヒットマンズ・レクイエム（ハリー）
- レッド・ドラゴン（フランシス・ダラハイド）※ソフト版

#### 映画
- 愛のエチュード（ジャン・ド・ササール）
- アウト・オブ・タイム（ジュノー〈アドウェール・アキノエ＝アグバエ〉）※テレビ東京版
- アナコンダ（ダニー・リッチ〈アイス・キューブ〉）※ソフト版
- あなたに逢いたい（チャーリー・ダンラップ〈ジョシュ・チャールズ〉）
- 嵐の中で輝いて（アンドリュー・ベリンガー）※テレビ東京版
- アルティメット・サイクロン（ボー・ギナー〈ジョン・トラボルタ〉）
- アルマゲドン（A・J・フロスト〈ベン・アフレック〉）※フジテレビ版
- 暗黒街（フィリッポ（ピッポ）・マルグラーディ〈ピエルフランチェスコ・ファヴィーノ〉）
- アンフォゲタブル（デヴィッド・クレイン〈レイ・リオッタ〉）
- 1492 コロンブス（ピンソン〈チェッキー・カリョ〉）※ビデオ版
- イン・アメリカ/三つの小さな願いごと（マテオ〈ジャイモン・フンスー〉）
- インソムニア（ハップ・エクハート〈マーティン・ドノヴァン〉）※テレビ東京版
- インフェルノ（マーク・エリオット〈リー・マクロスキー〉）※テレビ東京版（BD収録）
- ヴァーチャル・シャドー 幻影特攻（C・S・クー〈チャン・シウチョン〉）
- ウォーターダンス（ジョエル・ガルシア〈エリック・ストルツ〉）
- 裏窓（ケンプ〈クリストファー・リーヴ〉）
- es［エス］（シュタインホフ〈クリスチャン・ベルケル〉）※ソフト版
- 俺たちダンクシューター（エド・モニックス〈ウディ・ハレルソン〉）
- カジュアリティーズ（クレイマー中尉〈ホルト・マッキャラニー〉）※フジテレビ版
- かちこみ!ドラゴン・タイガー・ゲート（ドラゴン・ウォン〈ドニー・イェン〉）
- 玻璃の城（ラファエル〈レオン・ライ〉）
- 完全犯罪（ホイット・ターナー）
- キス★キス★バン★バン（ジミー〈ポール・ベタニー〉）
- キラートマト/赤いトマトソースの伝説（イゴール）
- キリング・ミー・ソフトリー（アダム〈ジョセフ・ファインズ〉）※ソフト版
- 金玉満堂/決戦!炎の料理人（ルン・クワンボウ〈チウ・マンチェク〉）
- クールマネー（ボビー〈ジェームズ・マースターズ〉）
- グラマー・エンジェル危機一発（ラウディ）※テレビ東京版
- クロノス（デ・ラ・グァルディア）
- グロリア（ケヴィン〈ジェレミー・ノーサム〉）
- ゲット スマート（エージェント23〈ドウェイン・ジョンソン〉）※テレビ朝日版
- 恋の闇 愛の光（エリアス・フィン〈ヒュー・グラント〉）
- SURVIVOR/野獣地帯（マイク・クリアリー〈ロブ・ロウ〉）
- ザ・ヴァイキング　魔王復活（バレク〈ポール・ヨハンセン〉）
- ザ・フーリガン（ジョン）
- ザ・フェイス（アレック）
- JFK（アル・オーサー〈ゲイリー・グラッブス〉）※テレビ朝日版
- ジェフリー!（ダリアス）
- 死角都市・香港（ビル〈ユン・ピョウ〉）
- 地獄のデビル・トラック（ビル〈エミリオ・エステベス〉）※テレビ東京版（ブルーレイ収録）
- シャーロック・ホームズVSモンスター（シャーロック・ホームズ〈ベン・サイダー〉）
- シャーロック・ホームズ バスカヴィル家の獣犬（ドクター・ワトスン〈イアン・ハート〉）
- ショーシャンクの空に（ボグス・ダイアモンド〈マーク・ロルストン〉）※TBS版
- スーパーノヴァ（ニック〈ジェームズ・スペイダー〉）
- 酔拳2（ツァン〈フェリックス・ウォン〉）※フジテレビ版
- スクリームシリーズ（コットン〈リーヴ・シュレイバー〉）
  - スクリーム2
  - スクリーム3
- スター・ウォーズ エピソード5/帝国の逆襲（ボバ・フェット）※テレビ朝日版
- スピード・レーサー（レーサーX〈マシュー・フォックス〉）
- スポーン（テリー・フィッツジェラルド〈D・B・スウィーニー〉）
- セッション9（マイク）
- 008皇帝ミッション（チャウ・シンチー）
- ダイアリー 第3章 アンナの戯れ（カルロ）
- 第27囚人戦車隊（バウアー）
- ダウンタウン・シャドー（ジャッカル〈金城武〉）※テレビ東京版
- TAXI NY（ジェシー〈ヘンリー・シモンズ〉）※フジテレビ版
- 007シリーズ
  - 女王陛下の007（ジェームズ・ボンド〈ジョージ・レーゼンビー〉）※ソフト版
  - 007 リビング・デイライツ（カムラン・シャー〈アート・マリック〉）※テレビ朝日版
- ダンス オブ テロリスト（オーガスティン・レハス〈ハビエル・バルデム〉）
- 小さな目撃者（ブルーノ・デッカー〈コーリイ・ジョンソン〉）
- チャーリーと14人のキッズ（ブルース〈ケヴィン・ニーロン〉）
- 2dogs/エルキュールとシャーロック（ヴィンセント〈クリストファー・ランバート〉）
- ディープシャーク（ジミー・ワグナー）
- ディープ・ブルー（カーター・ブレイク〈トーマス・ジェーン〉）※日本テレビ版
- トゥームレイダー2（テリー・シェリダン〈ジェラルド・バトラー〉）※ソフト版
- トゥルー・ロマンス（コーディ・ニコルソン〈トム・サイズモア〉）※ソフト版
- トランスポーター2（ジャンニ・チェリニ〈アレッサンドロ・ガスマン〉）※ソフト版
- トレマーズ3（デザート・ジャック・ソーヤー〈ショーン・クリスチャン〉）
- トロン（ケヴィン・フリン / クルー〈ジェフ・ブリッジス〉）※ソフト版
- ナバロンの嵐（バーンズビー中佐〈ハリソン・フォード〉）※ソフト版
- ニューヨークの恋人（J.J.カムデン〈ブラッドリー・ウィットフォード〉）※ソフト版
- パーシー・ジャクソンとオリンポスの神々（ポセイドン〈ケヴィン・マクキッド〉）
- バーティカル・リミット（マルコム・ベンチ〈ベン・メンデルソーン〉）※ソフト版
- ハードラック・恐怖の殺人病棟（ヘンドリックス〈ジェームズ・レマー〉）
- バイオハザードII アポカリプス（ペイトン・ウェルズ〈ラズ・アドティ〉）※フジテレビ版
- バトル・オブ・パシフィック（ウィンストン〈マリオ・ヴァン・ピーブルズ〉）
- バトル・ライダー（ライダー〈ドルフ・ラングレン〉）
- パニック・イン・スタジアム（ポール〈ブロック・ピーターズ〉）※テレビ朝日版
- ハムナプトラ3 呪われた皇帝の秘宝（ミン・グオ将軍〈ラッセル・ウォン〉[134]）※フジテレビ版
- パリより愛をこめて（チャーリー・ワックス捜査官〈ジョン・トラボルタ〉）
- ハルク（ブルース・バナー / ハルク〈エリック・バナ〉）
- 美女&野獣（ルドルフ伯爵〈レット・ガイルズ〉）
- ビッグ・リボウスキ（ドニー〈スティーヴ・ブシェミ〉）※旧盤DVD・ビデオ版
- ファーゴ（カール・ショウォルター〈スティーヴ・ブシェミ〉）※ソフト版
- ファイヤードラゴン/火雲伝奇（六王）
- プランケット&マクレーン（ウィル・プランケット〈ロバート・カーライル〉）
- ブレード/刀（チュタオ）
- ブレイクアウェイ（ジミー・スカルゼッティ〈エリック・ロバーツ〉）
- プロヴァンスの贈りもの（マックス・スキナー〈ラッセル・クロウ〉）※機内版
- ベオウルフ（ベオウルフ〈ジェラルド・バトラー〉）
- ホーカス ポーカス（警官〈マイケル・マグレイディ〉）
- マーズ・アタック!（ドナルド・ケスラー教授〈ピアース・ブロスナン〉）※テレビ東京版
- マッド・ハンター（マイケル・ローガン〈エドワード・アルバート〉）
- マルコヴィッチの穴（チャーリー〈チャーリー・シーン〉）
- マングラー（ジョン・ハントン〈テッド・レヴィン〉）
- ミシェル・ヴァイヨン（ミシェル・ヴァイヨン〈サガモア・ステヴナン〉）
- Mr.ゴールデン・ボール/ 史上最低の盗作ウォーズ（ロナルド・シュヴァリエ〈ジェマイン・クレメント〉）
- ミッション:インポッシブル（イーサン・ハント〈トム・クルーズ〉）※フジテレビ版
- 燃えよドラゴン（リー〈ブルース・リー〉）※TBS版WOWOW追加収録部分
- モンキーキング 西遊記（ニコラス・オートン〈トーマス・ギブソン〉）
- ユージュアル・サスペクツ（トッド・ホックニー〈ケヴィン・ポラック〉）※ソフト版
- 歓びを歌にのせて（ダニエル〈ミカエル・ニクヴィスト〉）
- ライラ フレンチKISSをあなたと（ルネ）
- ラストダンス（ジョン・ヘイズ〈ピーター・ギャラガー〉）
- ランド・オブ・ザ・ロスト（フロスト〈C・トーマス・ハウエル〉）
- ローラーボール（サンジェイ〈ナヴィーン・アンドリュース〉）※ソフト版
- ロミオ・マスト・ダイ（カイ〈ラッセル・ウォン〉）※テレビ朝日版
- ワイルド・バレット（ジョーイ・ガゼル〈ポール・ウォーカー〉）

#### ドラマ
- iCarly（TVプロヂューサー）
- ER緊急救命室
  - シーズン5（グラハム・ベイカー〈カール・ランブリー〉）
  - シーズン7・8・10（リチャード・ロックハート〈マーク・バレー〉）
- インディ・ジョーンズ/若き日の大冒険（ホセ・ゴンザレス）
- うわさの刑事 テキーラとボネッティ（サム・スペイド〈オリバー・ダロ〉）
- エイリアス（ジム・レノックス〈イーサン・ホーク〉）
- グレイズ・アナトミー 恋の解剖学（プレストン・バーク〈イザイア・ワシントン〉）
- コンバット!「ノーカット新吹替版」（ケーリ上等兵役〈ピエール・ジャルベール〉）
- ザ・シークレット・ハンター（ミッキー・コストマイヤー〈初代〉〈キース・ザラバッカ〉）
- 三国志（孫権仲謀）※NHK-BS2版
- シークレット・エージェントマン（モンク〈コスタス・マンディロア〉）
- シティーハンター in Seoul（イ・ジンピョ〈キム・サンジュン〉）
- SCORPION/スコーピオン シーズン4 #18（ピート）
- スタートレック:ディープ・スペース・ナイン シーズン2 #4（ヴェラード〈ジョン・グローヴァー〉）
- ストライクバック:極秘ミッション（オリヴァー・シンクレア〈ラシャン・ストーン〉）
- チャームド 〜魔女3姉妹〜 ファイナル・シーズン（ドゥメイン）
- 朱蒙 -チュモン- Prince of the Legend（チュモン〈ソン・イルグク〉）※第36話以降。
- 超音速ヒーロー ザ・フラッシュ（フィリップ・モーゼス〈ブライアン・クランストン〉）※日本テレビ版
- デスパレートな妻たち（ベン、ブラッドリー）
- トップモデル諜報員 カバー・アップ（マック・ハーパー〈ジョン・エリック・ヘクサム〉）
- ニンフ/妖精たちの誘惑（エーリク〈イルッカ・ヴィッリ〉[135]）
- バーン・ノーティス 元スパイの逆襲（マックス〈グラント・ショウ〉、チャンドラー）
- ハイテク武装車バイパー/新バイパー（ジョー・アスター〈マイケル・ペイトン〉）
- 反逆のヒーローレネゲイド（レノ・レインズ / ビンス・ブラック〈ロレンツォ・ラマス〉）
- フリッパー シーズン1 #11（ホイッテカー）
- ミディアム5 霊能者アリソン・デュボア（マイケル・ギルピン）
- ミディアム7 最終章（ベニート・ベレス）
- 名探偵モンク2 #12（ブラッド・テリー）
- 名探偵モンク7（ハニガン〈ディラン・ベイカー〉）
- UFC登竜門 ジ・アルティメット・ファイター ミドル級ウォーズ（リッチ・フランクリン）
- ライ・トゥ・ミー 嘘は真実を語る（バーンズ〈マックス・マーティーニ〉）
- レスキュー・ミー NYの英雄たち（トミー・ギャビン〈デニス・リアリー〉）

#### アニメ
- アイス・エイジ（カール）
- インヴェイジョンUSA（ケール・ウーシャ）
- シンデレラII
- スティーブン・スピルバーグのトゥーンシルバニア（ディック）
- ターザン（ターザン）
- ターザン&ジェーン（ターザン）
- トランスフォーマー アニメイテッド（マスターディザスター）
- ドンキーコング（キングクルール）

### 特撮
1994年
- 仮面ライダーワールド（再生コブラ男の声）
- スーパー戦隊ワールド（レッドホークの声、ザイガンの声）

1995年
- 超力戦隊オーレンジャー（バラビルダーの声）

2004年
- 仮面ライダー剣（ナレーション）

2009年
- 侍戦隊シンケンジャー（アヤカシ・ユメバクラの声）

2010年
- 天装戦隊ゴセイジャー（10サイのロボゴーグの声）

2012年
- 特命戦隊ゴーバスターズ（ダンベルロイドの声）

2016年
- 手裏剣戦隊ニンニンジャーVSトッキュウジャー THE MOVIE 忍者・イン・ワンダーランド（妖怪ワニュウドウの声）

### CMナレーション
- アクセラ マリア 君たちが生まれた理由
- セブン-イレブン
- 民主党『生活維新。』
- ショップジャパン『ビリーズブートキャンプ』（ビリー・ブランクス）
- 資生堂「uno」
- Schick「クアトロ4」
- カプコン ファイナルファイト
- カプコン ロックマンシリーズ
  - ロックマン4 新たなる野望!!
  - ロックマンX2
- グラムス QUOVADIS 2〜惑星強襲オヴァン・レイ〜
- コナミ THE BASEBALL 2003 バトルボールパーク宣言 パーフェクトプレープロ野球
- バンダイ
  - 機動戦士Ζガンダム前編 Ζの鼓動
  - 機動戦士Ζガンダム後編 宇宙を駆ける
  - ファミコンソフト 機動戦士Ζガンダム・ホットスクランブル
- マーベラスインタラクティブ 探偵 神宮寺三郎 白い影の少女
- 丸大 ジャンパーソンソーセージ
- メディアクエスト フルカウルミニ四駆スーパーファクトリー
- 宝くじ 年末ジャンボ/年末ジャンボミニ（2013年）
- ポケモンXD 闇の旋風ダーク・ルギア
- かっぱ寿司 かっぱの改新
- 興和 Q&P KOWA コンドロイザー
- 日産自動車 ジューク[136]

### ラジオ
- POP JAM 〜60'S パラダイス（FM東京）[10]
- コスモ石油 POP JAM 〜THE GREATEST HITS〜（FM東京）
- オー!NARUTOニッポン（2005年1月パーソナリティ）
- ALL TIME HITS（J-WAVE）
- クリック&デッド NETWAYスイーパーズ（岬康之）
- 絶対可憐放送局（アニメイトTV：2008年 - 2009年）
- テニスの王子様 オン・ザ・レイディオ（2007年5月パーソナリティ）
- 店長候補生 超電波HYPER WAVE!（『A&G 超RADIO SHOW〜アニスパ!〜』内の録音番組、2004年 - 2007年）
- ナノカとスツーカのラジオトリスティア（『石田彰・岸祐二の五番街で逢いましょう』の番組内番組で、川澄綾子と担当）
- HOTELエンタテインメント（文化放送 2001年 - 2002年）
- 小杉十郎太・野中藍 酒とバラの日々（文化放送：2007年 - 2008年、超!A&G+：2007年 - 2008年）
- 小杉十郎太・野中藍 酒とバラの日々〜SEASONS（超!A&G+：2009年 - 2010年）
- ファミリア・バール（アニメイトTV：2012年8月17日 - 10月12日、第2シーズンパーソナリティ）

### ラジオドラマ
- G-SAVIOUR（アブナー・セイバー）
- 宇宙英雄物語（劉紅竜）
- 悪霊狩り〜ゴースト・ハント（林興徐）
- 星界の断章『併呑』（アブリアル・ネイ＝ラムサール・バルケー王）
- マジンカイザー傳（ラオール・ウルフ）
- 賭博黙示録カイジ（遠藤勇次）

### 音楽CD
- アルカナ・ファミリア -La storia della Arcana Famiglia-キャラクターソングアルバム『La Festa La Vita!』
  - 「Resolution」

### ライブCD
- CD版 けんじゅうトークライブ おれたちは悪くない
- CD版 けんじゅうトークライブ おれたちは悪くない2

### 朗読CD
- 天照大神 天岩戸にお隠れになる

### 朗読・オーディオブック
- 銀河英雄伝説 外伝 ユリアンのイゼルローン日記（カスパー・リンツ）

### 顔出し
- The Best Moment of Your Life〜極上の時間〜（第3話、第4話）
- フジヤマ☆スタア（#19）
- つながるセブン（J:COM、2011年7月）

### ナレーション
- ANA 搭乗案内VTRナレーション
- エディオン(エイデン、デオデオ) 家電ドクターT編
- 天才探偵ミタライ〜難解事件ファイル「傘を折る女」〜 ナレーション
- 日立 世界・ふしぎ発見!
- ウンナン世界征服宣言

### コラム
- ちゃらんぽちゃんぽん（ボイスニュータイプ）

### その他コンテンツ
- 富士急ハイランド GUNDAM THE RIDE（ヘンケン・ベッケナー少佐の声）
- こどもにんぎょう劇場「海底二万里」・「続海底二万里」（悪役トリオのボス）
- 少年サンデーCM劇場MÄR編（ファントム）[137]
- 美の巨人たち（声の出演）
- 舞台 少年陰陽師 現代編・遠の眠りのみな目覚め（黒悪霊）

音楽ユニット
- 「シュ・ビ・ドゥ B.A.B.E.L.」桐壺帝三&柏木朧 starring 小杉十郎太&浅野真澄（絶対可憐チルドレン ドラマCD EPS.1st〜和気藹々! 愛と平和が地球を救う!〜収録）

## 音楽活動
2006年夏、40代の最後に本格的な音楽活動を開始。
「声優・小杉十郎太」ではなく「シンガー・小杉十郎太」として、オリジナル曲メインのLive『J's Music Action』やCD・DVDのリリースなど、精力的に活動している。
J's Music Action
- 2006年7月5日 小杉十郎太ライブ in 南青山MANDALA
- 2006年8月4日 J's Music Aciton the 1st in 渋谷duo music exchange
- 2006年11月4日 J's Music Aciton the 2nd in 原宿Blue Jay Way（2Stage）
- 2007年2月3日 J's Music Aciton the 3rd in 南青山MANDALA（2Stage）
- 2007年4月29日 J's Music Aciton the 4th in 横浜BLITZ
- 2007年8月16日 J's Music Action the 5th in 渋谷duo music exchange
- 2007年12月14日 J's Music Action the 6th in 渋谷duo music exchange
- 2007年12月15日 J's Member Meeting vol.1 in 渋谷duo music exchange
- 2008年3月14日 J's Member Meeting -Spring Special 2008- in 乃木坂メゾンブランシュ
- 2008年9月28日 J's Music Aciton the 7th in 南青山MANDALA（2Stage）
- 2008年12月24日 小杉十郎太クリスマスディナーショー 2008 in 乃木坂メゾンブランシュ
- 2009年2月13日 J's Member Meeting vol.3 in 乃木坂メゾンブランシュ
- 2009年3月22日 小杉十郎太Live in 名古屋 in ライブギャラリー元（2Stage）
- 2009年6月18日 J's Music Actionシリーズ「小杉十郎太Live in MANDALA」in 南青山MANDALA
- 2009年8月29日 J's Music Action the 8th in 南青山MANDALA（2Stage）
- 2010年3月13日 小杉十郎太 アコースティックライブ in 南青山MANDALA（2Stage）
- 2010年7月17日 J’s Member Meeting2010 in 下北沢 Com Cafe 音倉（2Stage）
- 2010年12月19日 J’s Member Meeting 〜Birthday & chiristmas〜 in 下北沢 Com Cafe 音倉（2Stage）

オリジナルアルバム・DVD
- 2006年11月30日 LiveDVD「J's Music Action the 1st」
- 2007年5月3日 1st Album「Honesty -再び素直になる時-」
- 2007年7月20日 Live Album「J's Music Action the 4th in YOKOHAMA」
- 2008年2月1日 LiveDVD「J's Music Action in YOKOHAMA Special」

## 代役・後任
近年は、一部の作品で持ち役を交代している。小杉の代役・後任は以下の通り。
| 代役・後任 | 役名                                     | 作品                       | 代役・後任の初出演                            |
| ---------- | ---------------------------------------- | -------------------------- | --------------------------------------------- |
| 藤真秀     | ジェームズ・ボンド（ダニエル・クレイグ） | 「007シリーズ」            | 『007 スカイフォール』                        |
| 東地宏樹   | アーロン                                 | 『ONE PIECE』              | 2023年のドラマ版                              |
| 山下誠一郎 | スカシー                                 | 『キャッ党忍伝てやんでえ』 | 『Samurai Pizza Cats： Blast from the Past!』 |